# Sadovoe (Adighezia)
Sadovoe (in lingua russa Садовое) è un centro abitato dell'Adighezia, situato nel Krasnogvardejskij rajon. La popolazione era di 1.407 abitanti al dicembre 2018. Ci sono 15 strade.